# Zgodbe iz doline šentflorjanske
Zgodbe iz doline šentflorjanske je zbirka novel Ivana Cankarja iz leta 1908, ki so izhajale v Ljubljanskem zvonu.

## O delu
Šentflorjanski motiv je eden izmed najbolj pogostih, najbolj razvejanih in tudi najbolj prvotnih v Cankarjevem pripovednem delu. Med zgodbe spadajo tri dela (Razbojnik Peter, Polikarp in Kancelist Jareb), ki jih uvedeta in zaključita dve Pesmi.

## Vsebina

### Razbojnik Peter
V dolino šentflorjansko je prišel človek, ki ga ni nihče poznal, saj jim je povedal le, da je Peter. Vsi v dolini so bili zaskrbljeni zaradi njegovega prihoda. Rodoljubni učitelj Šviligoj se je nekega večera sprehajal po dolini in gledal v nebo. Šel je mimo kolibe, kjer je v izbi na stolu sedel potepuh Peter, na njegovih kolenih pa je sedela ženska in ga objemala. Učitelj je o videnem poročal v krčmi in s tem je prišlo na dan pohujšanje. Župan je bil prepričan, da je Petra pripeljal v dolino sam zlodej. Učitelj je povedal, da je ženska lepa in da je vsak greh na videz lep. Peter je nekega večera šel k županu domov in ga imenoval oče. Tisto noč so se v dolini šentflorjanski dogajali čudeži. Učitelj ni mogel spati, slonel je ob oknu in razmišljal, sam pri sebi je rekel, da hodi med njimi pohujšanje, in se pokrižal. Pred leti se je učitelj neke nedelje sprehajal po dolini in ob potoku slišal klic, da leži v košari pod grmom otrok (kakor Mojzes). Župan je sklical ljudi, da so šli gledat, in res je bil tam otrok. Župan je ukazal neki ženski, da ga vzame. Zvečer so sedeli v krčmi in učitelj se je kesal, da ga je našel, saj so ga zaradi tega grdo gledali. V dolino šentflorjansko je prišel pisar Peter, razbojnik, in si uredil kočo, sčasoma pa hišo. Dolina je trpela, tudi učitelj, čeprav je bil nedolžen. Molil je, da bi minilo pohujšanje. Peter je priredil zabavo ob svoji poroki, na katero je povabil prebivalce doline. Na zabavi so se prepirali, učitelj pa jih je prosil, da naj v imenu domovine in doline šentflorjanske nehajo, saj so v svojo sredo dobili gospoda, ki jim ga je poslal bog, saj je po svojih čednostih in lastnostih ustvarjen za njihovega vodnika in prvoboritelja. Ljudje ga niso poznali in cenili po njegovih zaslugah, tisto noč pa se jim je prikazal v svoji slavi kakor ponižni popotnik Kristus. Učitelj je nazdravil njemu in njegovi nevesti. Peter je bil Krištof Kobar, nevesta pa Marina Aškenaze. To je bila velika sramota doline šentflorjanske, župan pa je bil jezen, saj ga še nihče ni opeharil. Učiteljevo srce je bilo vdano, boga je prosil za pravično in potrebno kazen in pokoro, saj je grešil. 